# Carl Axel Robert Lundin
Carl Axel Robert Lundin, född 13 januari 1851 i Vänersborg, död 28 november 1915 i Boston, var en svenskamerikansk optiker.
Carl Axel Robert Lundin var son till postskrivaren Carl Fredrik Lundin. Efter läroverksstudier i Falun och sju år som instrumentmakarlärling i Stockholm flyttade Lundin till Kristiania och fortsatte därifrån till USA, där han fick arbete i Boston. Han bosatte sig sedan i Cambridgeport och arbetade i 41 år som chefsinstrumentmakare hos firman Alvan Clark & Sons. Där sysslade han främst med slipning av linser till astronomiska teleskop, och blev snart den främste experten i USA inom sitt område. Från 1896 var han företagets ledare inom detta område. Han erhöll 1876 medalj och 1893 diplom som framstående optiker, och 1905 tilldelades han hedersgraden Master of Arts vid Amherst College. Han var även medlem av American Association for the Advancement of Science och av American Astronomical Society.